# Мортира

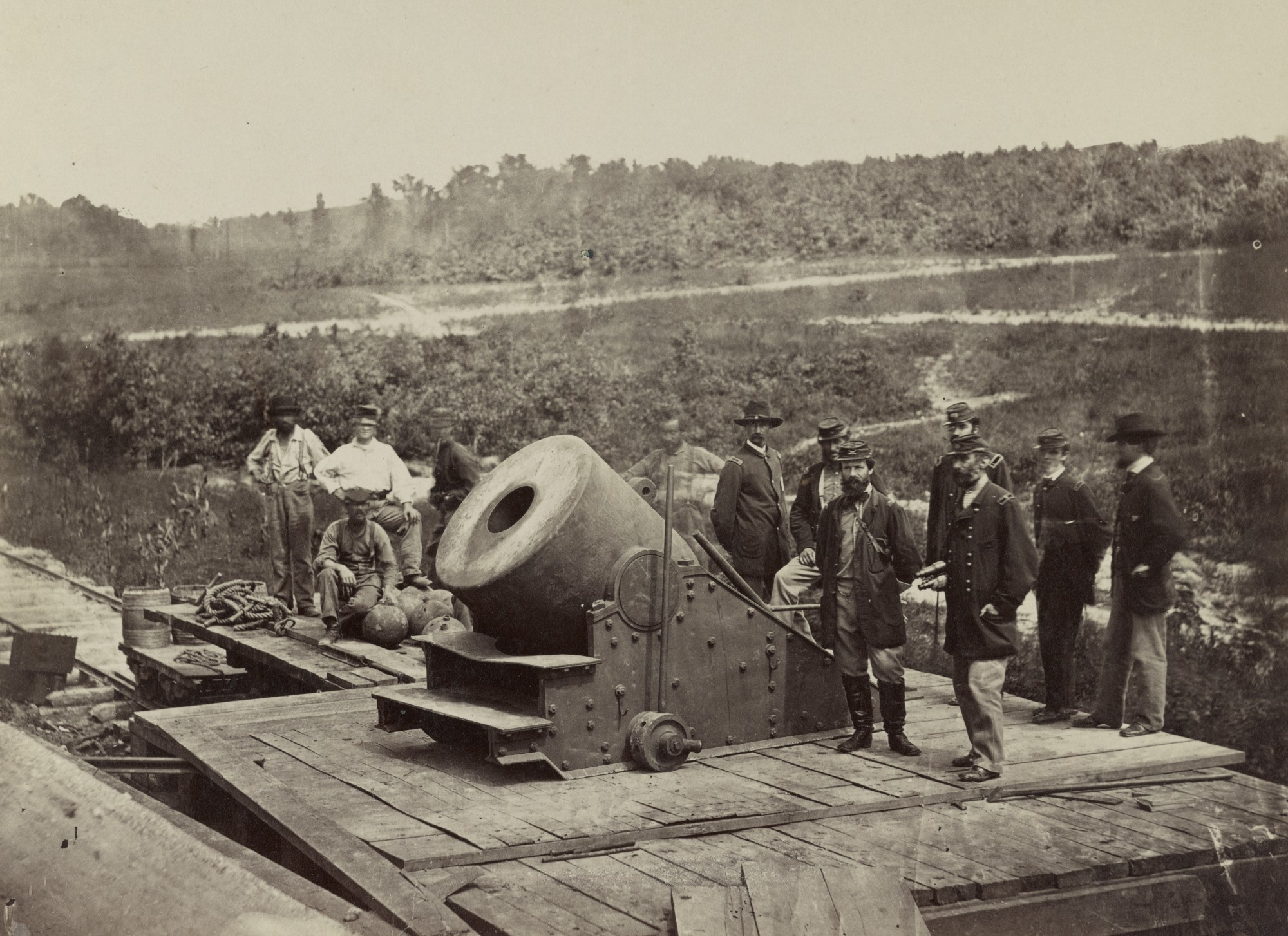
Мортира Dictator часів Громадянської війни в США.

Морти́ра, заст. мущи́р (від нід. mortier і далі лат. mortarium — буквально «ступка») — тип артилерійської системи з коротким стволом (зазвичай з довжиною ствола менше ніж 15 калібрів) для навісної стрільби, що призначалася головним чином для руйнування міцних оборонних споруд. Застосовували мортири з 15 до середини 19 століття. У багатьох мовах для позначення міномета і мортири використовується те ж саме слово (англ. mortar, фр. mortier, нім. Mörser та ін.). У сучасній українській мові слово «мортира» зазвичай використовується щодо артилерійських установок облогової артилерії XV—XIX століть.

## Історія

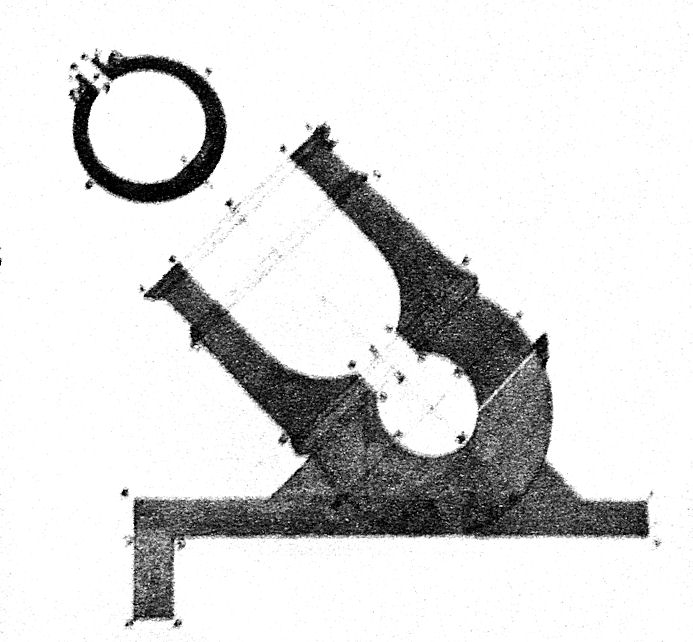
Схема французької мортири, 18те століття.

Старовинні гармати зазвичай використовували залізні ядра, оскільки металургія того періоду не могла виробляти тонкостінні снаряди, які могли б витримувати удар при пострілі із гармати, не ламаючись при цьому на частини. Ядра мортири могли нести вибуховий заряд, оскільки швидкість ядра була менша (удар був менший). Альтернативним рішенням була гаубиця.
Старовинні мортири іноді досягали величезного розміру і транспортувалися в спеціальних окремих возах, з яких вони вивантажувалися на землю для переходу з похідного положення в бойове. З переходом на нарізну артилерію мортири стали використовуватися тільки для стрільби на малі дистанції: при малих початкових швидкостях снаряда і великих кутах піднесення мало проявляються переваги видовженого снаряда і нарізів, у той час як засіб стрільби з великих дистанціях мортири були замінені нарізними гарматами.

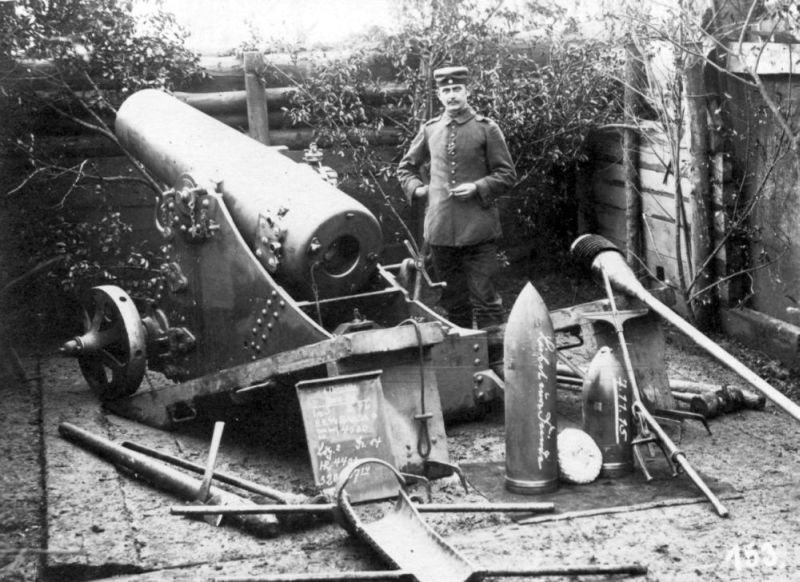
21-см німецька мортира часів Першої світової війни.

Пізніше, протягом Першої та Другої світових воєн, використовувалися також декілька відносно сучасних зразків гармат навісного вогню, які також називали мортирами. 6-дюймові польові мортири Круппа використовувалися російською армією в Першій світовій і Громадянській війнах. 6-дюймові польові мортири брали участь, не зважаючи на невелику їх далекобійність (менше 4000 м), й у російсько-японській війні. У числі заперечень не тільки проти 6-дм польової мортири, а взагалі польових мортир, завжди наводилися такі: мала скорострільність, проблематичність постачання боєприпасів до них унаслідок великої ваги та швидка стомлюваність з цієї ж причини гарматної обслуги. У сучасних арміях функції мортири виконують гаубиця і міномет.

## Конструкція

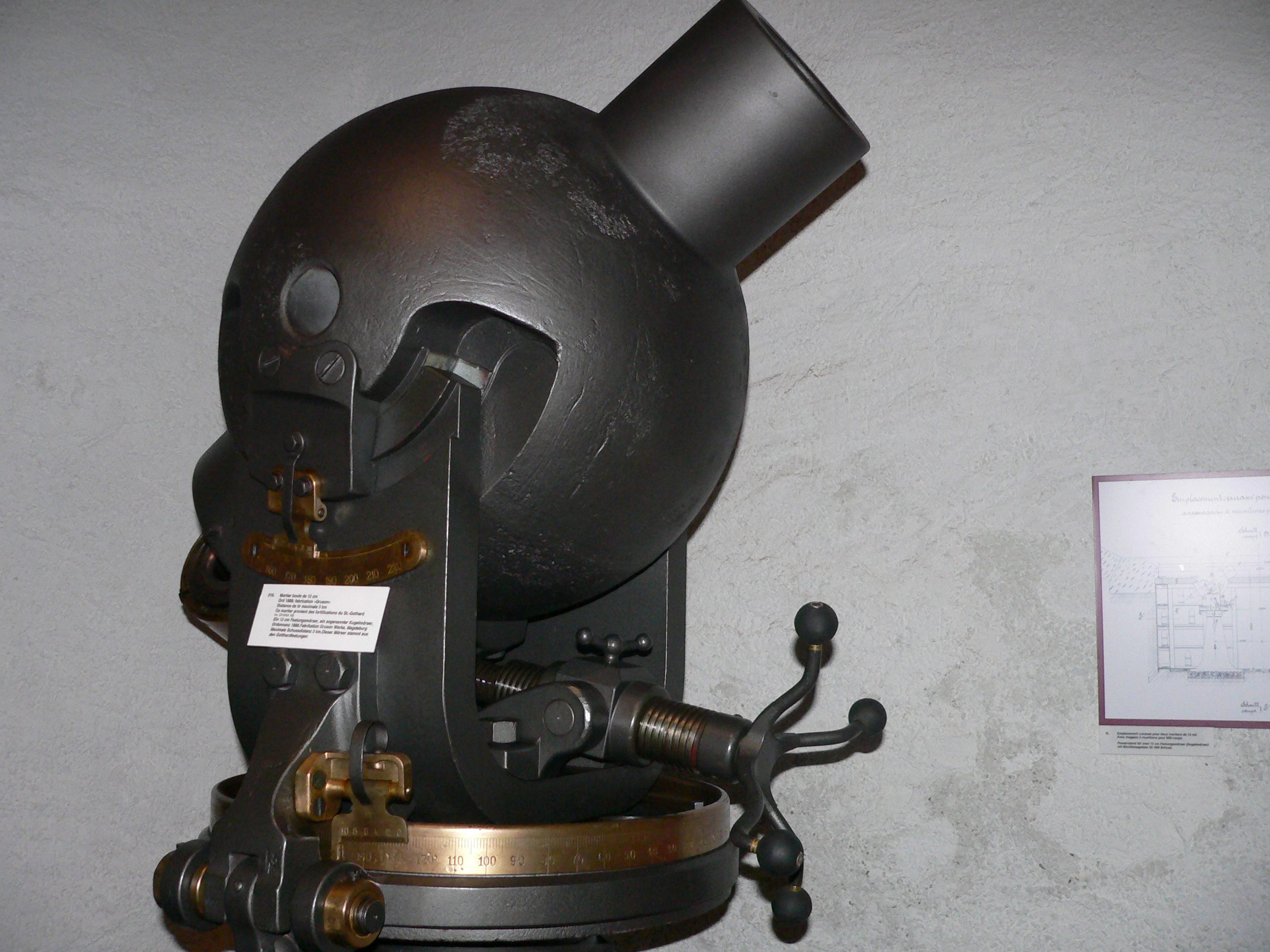
Швейцарська 120-мм мортира зразка 1888 року

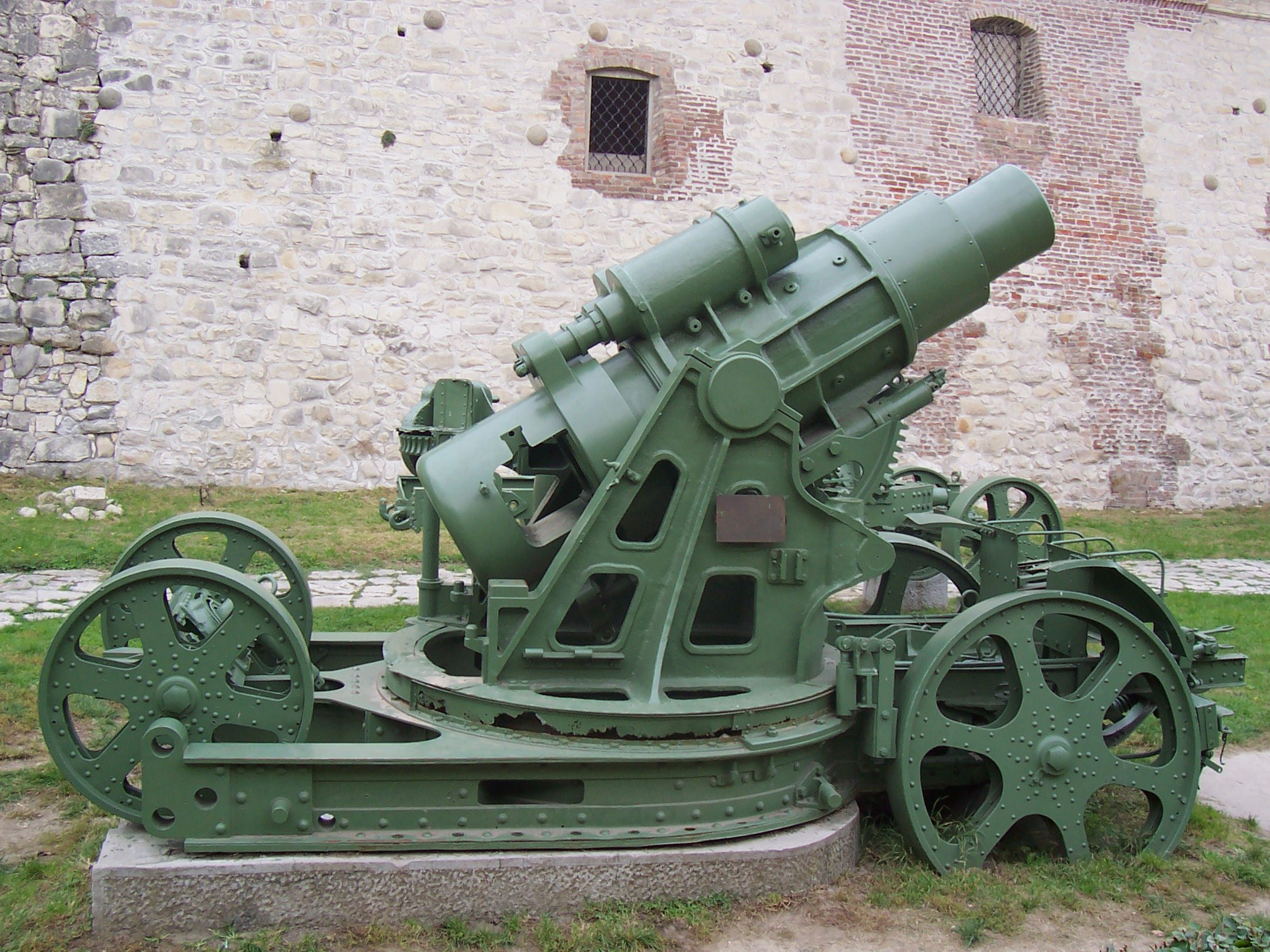
305-мм мортира заводів «Шкода»

У Німеччині в кінці 19 століття вирішили організувати рухомі відділення облогових парків, перетворених потім на корпусну артилерію. У ці рухомі відділення були призначені чотири 21-см мортири і шість 15-см гаубиць, перероблених з бронзових 12-фунтових гармат прийомом вставляння в них сталевої труби (такий спосіб переробки бронзових і частиною чавунних гармат досить широко застосовувався усюди для модернізації гармат). Ці артилерійські системи мало задовольняли вимогам маневреності, але, в усякому разі, могли бути порівняно скоро доставлені на ділянку фронту, де в них була потреба. По такому ж шляху услід за Німеччиною пішла і Австрія. При великій вазі снаряда (щодо снаряда мортири зазвичай використовувалися терміни бомба або граната) і малій вазі ствола (15 — 20 снарядів) швидкість відкоту останнього виходила дуже великою, унаслідок чого і відкіт системи виходив великим. Всякі перепони відкоту системи викликали сильні стрибки, ухилення убік, у зв'язку з чим відновлення первинного положення мортири вимагало багато часу.